# Esther Smith
Esther Smith, née le 28 novembre 1986 à Stourbridge au Royaume-Uni, est une actrice britannique. Elle est connue pour ses rôles dans les séries télévisées Uncle et Cuckoo mais aussi pour son rôle de Delphi Diggory dans la pièce Harry Potter et l'Enfant maudit, mise en scène par John Tiffany.

## Jeunesse
Smith est élevée à Stourbridge, dans le comté des West Midlands. Ses parents sont des enseignants et elle a une sœur, prénommée Rachel,. Smith commence la danse à trois ans et a été active dans sa compagnie locale de pantomime (sorte de comédie musicale typiquement britannique),. Elle étudie le ballet et la danse contemporaine au King Edward VI College à Stourbridge, où elle commence à faire du théâtre, puis elle est poussée par un professeur à aller au Guildford School of Acting,.

## Carrière
Peu de temps après sa sortie de l'école d'art dramatique, Smith se fait connaître en 2010 pour le rôle de Trish dans Material Girl. Elle a fait depuis des apparitions dans les séries Skins et The Midnight Beast.
En 2014, elle remplace Tamla Kari dans le rôle de Rachel pour la deuxième saison de Cuckoo sur la chaîne BBC Three. Esther Smith a également joué dans la comédie de ITV2 Cockroaches et a eu un rôle récurrent dans une autre série de la BBC Three, Uncle, où elle a le rôle de Melodie,.
En avril 2015, Smith joue dans l'émission de Channel 4 Ballot Monkeys en tant qu'assistante pour un candidat libéral-démocrate.
En février 2016, elle joue Holly, une ancienne amoureuse de Dan, dans la série Siblings.
Elle interprète en juillet 2016 Delphi Diggory dans la pièce de théâtre Harry Potter et l'Enfant maudit.

## Filmographie
- 2010 : Material Girl : Trish
- 2013 : Skins : Emma (2 épisodes)
- 2013 : Holby City : Roxanne Gregson (épisode All at sea)
- 2014 : Uncle : Melodie (7 épisodes)
- 2014 : The Midnight Beast : Ronnie (4 épisodes)
- 2014 : The smoke : Mère
- 2014 : Cuckoo : Rachel (saisons 2 et 3)
- 2014 : Black Mirror : Madge (épisode Blanc comme neige)
- 2015 : Cockroaches : Suze
- 2015 : Ballot Monkeys : Charlotte Guthrie
- 2015 : Drôle de Saint-Valentin : L'Éléphant (Nick Barre) : Elle (court-métrage pour le iPlayer de la BBC)
- 2016 : Siblings : Holly (saison 2 épisode 5 : Baby Sack)
- 2020 - : présent : Trying : Nikki Newman

## Théâtre
- 2016 : Harry Potter et l'enfant maudit de J. K. Rowling, Jack Thorne et John Tiffany, mis en scène par John Tiffany : Delphi Diggory